# 伊藤幸雄
伊藤 幸雄（いとう ゆきお、1955年〈昭和30年〉12月16日 - ）は、日本の元俳優。本名同じ。別名義、伊藤 武史（いとう たけし）、正道 武（しょうどう たけし）。
東京都出身。特技はスキー。プロモーション・プラスワン、三桂に所属していた。

## 来歴・人物
高校時代に劇団に入団。1974年、特撮テレビドラマ『ウルトラマンレオ』（TBS）で俳優デビュー。
1975年にスーパー戦隊シリーズ（NET→テレビ朝日）『秘密戦隊ゴレンジャー』で明日香健二 / ミドレンジャー役を演じた。
1979年に同シリーズ『バトルフィーバーJ』で白石謙作 / バトルコサック役として再び変身ヒーローを演じたが、33話で降板した。
『バトルフィーバーJ』の放送中に結婚。仲人は『ウルトラマンレオ』で共演した森次晃嗣。伊藤の演じた野村猛はモロボシ・ダンと絡むシーンはほとんどないが、アフレコで一緒になって仲良くなったという。その後も森次のシャンソンCDで特典DVDの制作を担当するなど、仕事と合わせてプライベートでも交流は深く、長く続いている。
芸能界を引退後、横浜市で障がい者の自立支援施設に勤務している。
2010年8月にモモレンジャー役の小牧りさと共にファミリー劇場主催の『秘密戦隊ゴレンジャー同窓会』に参加（当初は2代目キレンジャー役のだるま二郎も参加する予定だったが、急病のために欠席）、東映生田スタジオ跡地や都内ロケ地を訪れ、思い出を語った。本人の言によれば、明日香健二の衣装は自前であったとのこと。なお、ファミリー劇場では『ウルトラマンレオ』放送時もゲスト出演を果たしている。

## 出演

### テレビドラマ
- おこれ!男だ第22話「サヨナラだけが人生だ!」(1973年、日本テレビ)
- 刑事くん 第2部 第51話「明日に向かって走れ!」（1974年、TBS）
- 6羽のかもめ 第5話「花三輪」、第11話「冬の将軍」（1974年、CX）
- ウルトラマンレオ 第1話「セブンが死ぬ時! 東京は沈没する!」〜第40話「MAC全滅! 円盤は生物だった!」（1974年 - 1975年、TBS） - 野村猛 役
- スーパー戦隊シリーズ
  - 秘密戦隊ゴレンジャー（1975年 - 1977年、NET） - 明日香健二 / ミドレンジャー 役
  - バトルフィーバーJ 第1話「突撃!! 球場へ走れ」〜第33話「コサック愛に死す」（1979年、ANB） - 白石謙作 / バトルコサック 役
- 事件ファイル110 甘ったれるな 第4話「ガールフレンドの贈り物」（1976年、TBS）
- 明日の刑事 第6話「ちえこの初恋 幸せになりたい」（1977年） - 守 役
- 空は七つの恋の色（1978年、NTV） - 矢島稔 役
- 透明ドリちゃん 第12話「愛が守った約束」（1978年、ANB） - 井上ヒロシ 役
- コメットさん 第7話「雨降りお兄さん」（1978年、TBS） - 青山敏夫 役
- 必殺シリーズ（ABC）
  - 翔べ! 必殺うらごろし 第3話「突如肌に母の顔が浮かび出た」（1978年） - 真之助 役
  - 新・必殺仕事人 第51話「主水ビックリする」（1982年） - 林数馬 役
  - 新・必殺仕舞人 第9話「金比羅舟々恨みの波越え」（1982年） - 継之助 役
  - 必殺仕事人III 第4話「火つけを見たのは二人のお加代」（1982年） - 新二郎 役
- 花王愛の劇場（TBS）
  - 女の一生（1979年） - 中里正人 役
  - 愛の旅路（1980年）
- おやこ刑事 第9話「人間狩り、あの女を狙え」（1979年、12CH）
- ザ・スペシャル 青春の昭和史Ⅱ三十秒の狙撃兵（1979年12月20日、ANB） - 裕介 役
- 噂の刑事トミーとマツ 第46話「トミマツ卒倒・新課長死のドライブ」（1980年、TBS） - 大木 役
- 斬り捨て御免! II 第8話「花吹雪獄門剣」（1981年、12CH）
- いのち燃ゆ（1981年、NHK） - 中塚謙吾 役
- 秘密のデカちゃん 第11話「署長ウハウハ!! 娘20の離婚宣言」（1981年、TBS） - 沢村ケンジ 役
- 木曜ゴールデンドラマ / 北のめぐり逢い（1982年、YTV）
- 大岡越前（TBS）
  - 第8部 第14話「父恋し涙の花嫁」（1984年） - 保太郎 役
  - 第9部 第12話「縛られたお地蔵様」（1986年） - 新吉 役
- うちの子にかぎって........2 第10話「エリマキトカゲはどこへ行った?」（1985年、TBS） - 子安栄一 役
- 江戸を斬るVII 第10話「瞼の父は大泥棒」（1987年、TBS） - 要助 役

### 映画
- スプーン一杯のしあわせ（1975年、松竹）
- 秘密戦隊ゴレンジャー 爆弾ハリケーン!（1976年、東映） - 明日香健二 / ミドレンジャー 役
- 肉体の悪魔（1978年、日活） - 見目純 役